# Sunburn (Fuel)
Sunburn is het debuutalbum van de Amerikaanse rockband Fuel, uitgebracht in 1998. De nummers "Shimmer", "Jesus or a Gun" en "Bittersweet" werden grote hits in de Verenigde Staten.

## Tracklist
Alle nummers op het album zijn geschreven door Carl Bell.
1. "Untitled" – 3:58
2. "Bittersweet" – 3:51
3. "Shimmer" – 3:33
4. "Jesus or a Gun" – 3:58
5. "Sunburn" 4:23
6. "New Thing" 3:19
7. "It's Come to This" – 3:39
8. "Song for You" – 3:46
9. "Mary Pretends" – 3:36
10. "Ozone" – 3:49
11. "Hideaway" 4:03
12. "King for a Day" (Bonus Track) – 3:42
13. "Walk the Sky" (Bonus Track) – 3:18